# Derolus pseudaureus
Derolus pseudaureus là một loài bọ cánh cứng trong họ Cerambycidae.